# Moschea di Sancaktar Hayrettin
La moschea di Sancaktar Hayrettin (in turco Sancaktar Hayrettin Câmîi; anche Sancaktar Hayrettin Mescidi, dove Mescit è il termine Turco per una piccola moschea; anche Sancaktar Mescidi), situata a Istanbul, in Turchia, è parte di un ex monastero ortodosso convertito in moschea dagli Ottomani. Si ritiene generalmente che il piccolo edificio appartenesse al bizantino Monastero di Gastria (in greco Μονῆ τῶν Γαστρίων?, Moné ton Gastríōn, sign. "Monastero dei Vasi"). L'edificio è un esempio minore di architettura del periodo paleologo a Costantinopoli, ed è importante per ragioni storiche.

## Ubicazione

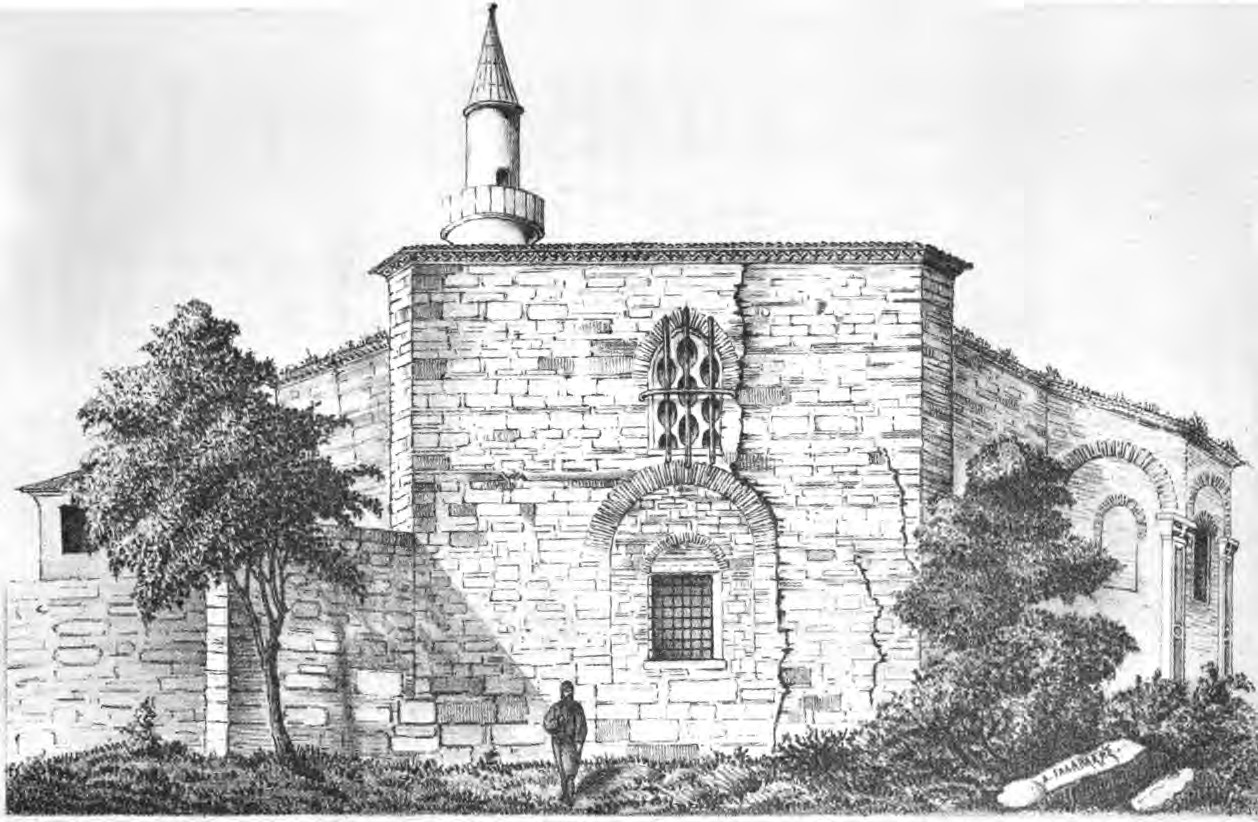
La moschea come appariva intorno al 1870.

La struttura medievale, soffocata da botteghe artigiane, si trova a Istanbul, nel distretto di Fatih, nel quartiere di Kocamustafapaşa (storicamente Samatya), su Teberdar Sokak, a circa 500 metri a nord est della stazione Kocamustafapaşa della linea di metropolitana leggera Sirkeci-Kazlıçeşme. La moschea si trova a circa 500 metri a ovest-sudovest della distrutta Moschea di Ese Kapı, un altro edificio bizantino.

## Storia
L'origine di questo edificio, che si trova sul versante meridionale della settima collina di Costantinopoli e si affaccia sul Mar di Marmara, non è certa. La tradizione vuole che nell'anno 325 Elena, la madre di Costantino I, di ritorno da Gerusalemme con la Vera Croce entrasse in città attraverso la Porta tou Psomatheou, e lasciasse in questo luogo alcuni vasi ("Gastria") contenenti erbe aromatiche raccolte sul Calvario. In seguito la stessa fondò qui un monastero. In realtà, nessun istituto monastico fu fondato a Costantinopoli prima dell'ultimo quarto del quarto secolo, quindi questa deve essere considerata solo una leggenda.

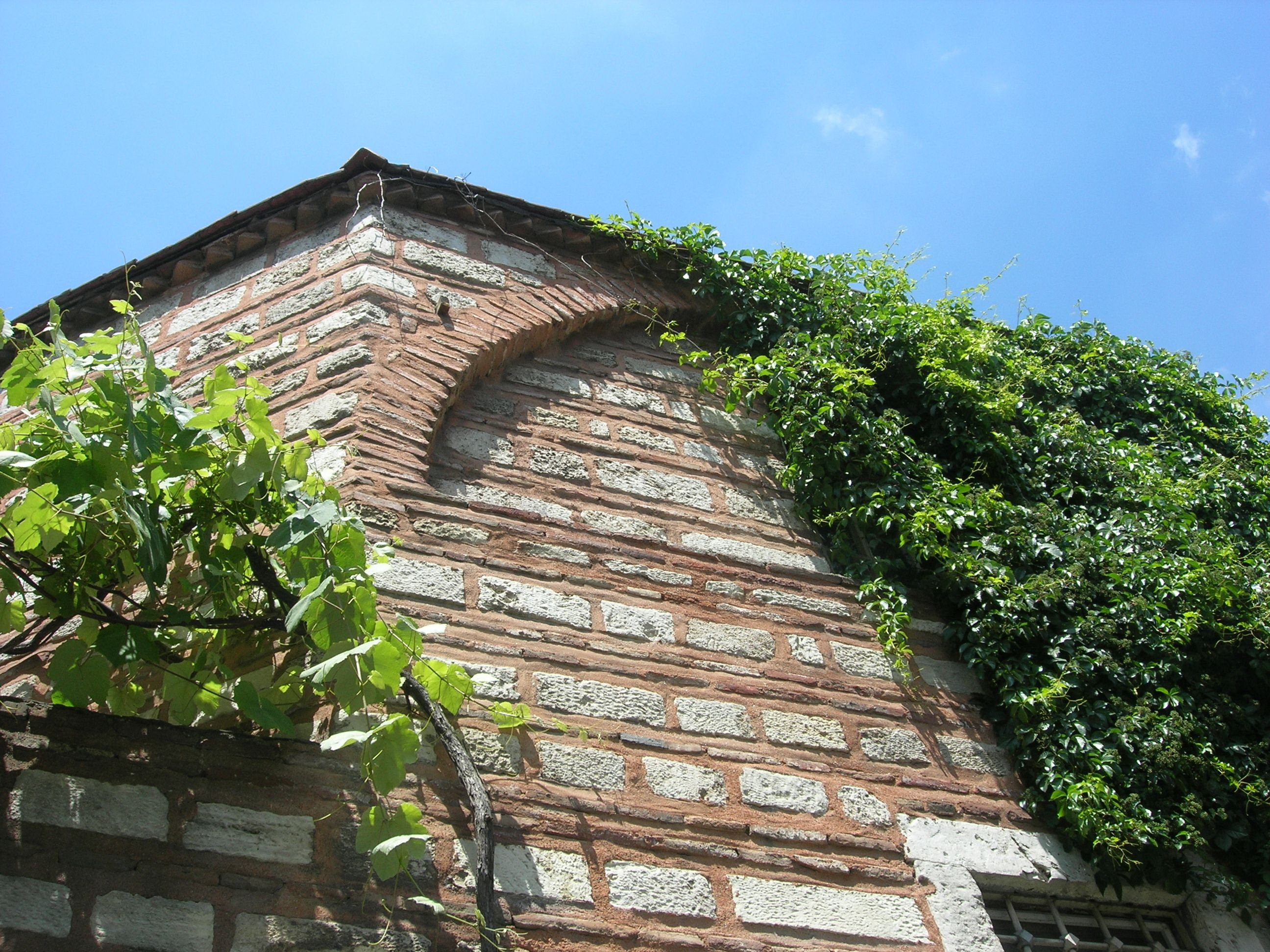
Il lato sud-est con un particolare della muratura.

Il convento di Gastria viene menzionato per la prima volta agli inizi del nono secolo. A quel tempo Teoctista, madre dell'imperatrice bizantina Teodora (moglie dell'imperatore Teofilo e restauratrice del culto delle immagini) acquistò nel quartiere di Psamathia una casa dal patrizio Niceta, ed ivi stabilì un convento di suore. Il titolo di Ktētorissa (fondatrice), insieme alla proprietà degli edifici, venne ereditato da sua figlia Teodora. Insieme con le figlie Tecla, Anna, Anastasia e Pulcheria, quest'ultima venne rinchiusa nel monastero da suo figlio Michele III dopo la sua salita al trono. Tutte loro vennero costrette ad accettare la tonsura. Tutte e cinque morirono e furono sepolte qui, precedute da Maria, ultima figlia di Teodora, imprigionata e morta prima di loro. L'Imperatore Costantino VII Porfirogenito scrive nel suo libro De ceremoniis che la chiesa del convento servì anche come mausoleo per i membri della famiglia di Teodora. L'Imperatrice, suo fratello Petronas, la madre e le sue tre figlie furono tutti sepolti lì
L'ultima menzione di Gastria prima del 1453 deriva da un pellegrino russo, che visitò la città durante il secondo quarto del XV secolo. Egli cita un convento di suore posto in prossimità della Porta dorata, dove venivano venerate le reliquie delle sante Eufemia ed Eudocia L'edificio potrebbe essere identificato con Gastria.
Poco dopo la Caduta di Costantinopoli nel 1453, Hayrettin Effendi, Sancaktar (alfiere) del Sultano Mehmed II, trasformò l'edificio in una Mescit (oratorio) e venne sepolto qui. Gli statuti della Waqf (Fondazione) corrispondente non sono però giunti sino a noi. Il grande terremoto del 1894, che ebbe il suo epicentro sotto il Mar di Marmara, distrusse parzialmente la moschea, che è stata ripristinata solo tra il 1973 e il 1976.

## Descrizione
A causa delle sue piccole dimensioni, l'edificio non può essere identificato con la chiesa del convento, ma piuttosto con un Martyrium (cappella sepolcrale) o un mausoleo, che può essere fatta risalire al periodo Paleologo (XIV secolo). L'edificio ha la forma di un ottagono irregolare con un interno a pianta cruciforme ed un'abside orientata verso est. La luce penetra nell'edificio attraverso le finestre aperte sui lati alterni, che illuminano le braccia dell'interno cruciforme. Ogni finestra è all'interno di un arco cieco che abbraccia tutto il lato. La muratura usa file alternate di mattoni e bugnato, dando all'esterno la policromia tipica del periodo paleologo. Dai resti di muri ancora presenti nei lati nord-ovest e sud prima del restauro è emerso che l'edificio non era isolato, ma collegato con altre strutture.  Alla moschea restaurata è stato anche aggiunto un minareto.